# Caesar IV
Caesar IV је стратешка рачунарска игра чија је радња смештена у Старом Риму. Игра је наставак игре Caesar III. Caesar IV је требало да се појави на тржишту августа 2005, али је то одложено за јануар 2006. године. У игру је имплементирана 3D графика и индивидуално моделирање људских понашања.
Баш као и првобитно издање Caesar из 1993, игра симулира градску администрацију у историјском Риму. Као игра Childern of the Nile из 2004, Caesar IV наставља са новим трендом изградње објеката са одличним дизајном и игривошћу.